# Епархија северинска и стрехајска
Епархија северинска и стрехајска (рум. Episcopia Severinului și Strehaiei) је епархија Румунска православне цркве и суфраган Олтенијске митрополије. Јурисдикција епарихије се поклапа са територијом жупаније Мехединци.
Настала је одвајањем од Крајовске архиепископије, одлуком Светог синода Румунске православне цркве приликом заседања 4. и 5. марта, а која је ратификована 6. марта 2003. године. Оснивање нове епархије је у вези са обнављањем историјских епархија, Северинске митрополије и Стрехајске епархије.
Надлежни архијереј је епископ Никодим који је устоличен 2004. године. Седиште епархије је у Дробети Турну Северину у ком се налази и Саборна црква Васкрсења Господњег и Светог великомученика Георгија.

## Протопрезвитерати
Епархија се састоји од четири протопрезвитерата:
- Протопрезвитерат Баја де Арама
- Протопрезвитерат Ванжу Маре
- Протопрезвитерат Дробета
- Протопрезвитерат Стрехаја

## Манастири
Под јурисдикцијом Северинске и стрехајске епархије се налази 12 манастира:
- Баја де Арама
- Водица
- Годеану
- Гура Мотрулуј
- Жијана
- Каржеј
- Кошуштеа-Кривелник
- Мраконија
- Света Ана
- Стрехаја
- Тополница
- Чернеци